# Jean II av Monaco
Jean II av Monaco, född 1468, död 1505, var en monark (herre) av Monaco från 1494 till 1505.
Han fortsatte Monacos linje att vara allierad med Karl VIII av Frankrike, inklusive stöd vid dennes krig med flera italienska stater.
Jean var son till Claudine av Monaco och efterträddes av sin bror Lucien av Monaco.